# Cộng hòa Xã hội chủ nghĩa Xô viết Taurida
Cộng hòa Xã hội chủ nghĩa Xô viết Taurida (tiếng Nga: Советская Социалистическая Республика Тавриды, chuyển tự: Sovetskaya Sotsialisticheskaya Respublika Tavridy) là một nỗ lực không thành công để thiết lập một nhà nước Xô viết nằm trong bán đảo Krym một phần của Nga Xô viết. nền cộng hòa được thành lập bởi Bolshevik Anton Slutsky, người trước đây đã tham gia vào Petrograd Cuộc đảo chính của Bolshevik.
Nó tồn tại từ ngày 19 tháng 3 đến ngày 30 tháng 4 năm 1918 và được công nhận bởi Nga Xô viết.

## Chính phủ
- Sovnarkom Chủ tịch - Anton Slutsky
- Narkom về các vấn đề đối ngoại và quốc gia - I.Firdevs (cho đến 22 tháng 3, Anton Slutsky)
- Narkom Nội vụ - S.Novoselsky
- Narkom Nông nghiệp - Arefiev (đến ngày 22 tháng 3, Vano Gogolashvili, sau này là S.Belotserkovets và S.Akimochkin đến 11 tháng 4)
- Narkom Công tác quân sự - F.Kul (26 tháng 3, ủy ban được sáp nhập vào Ủy ban Hải quân)
- Narkom Hải quân - Yuri Gaven (Jānis Daumanis)
- Narkom Tài chính - A.Koliadenko (đến ngày 22 tháng 3, Jan Miller)
- Narkom Truyên thông - S.Korobtsev (từ 22 tháng 3)
- Narkom Lao động - Fridrikh Shikhanovich
- Narkom Giáo dục - Ye.Petrenko (ngày 25 tháng 3, D.Skrypnik)
- Narkom Từ thiện - Volkov (đến 24 tháng 3 Makarov, 24 tháng 3 - 11 tháng 4 Burlaka)
- Narkom Sức khỏe - Kats (từ 24 tháng 3)
- Narkom Tòa án - Vano Gogolashvili (từ 24 tháng 3))
- Narkom Dịch vụ bưu chính và điện báo - Urbansky (từ 24 tháng 3)
- Narkom Lương thực - I.Fedoseyev (25 tháng 3 - 8 tháng 4 D.Skrypnik)
- Sovnarkom Thư ký - D.Skrypnik (từ 25 tháng 3)
- Sovnarkom Lãnh tụ - N.Viktorov (đến cuối tháng 3, Firsov)